# Hendrik de Milde
Hendrik van Brunswijk-Lüneburg (circa 1355 — Uelzen, 14 oktober 1416), bijgenaamd de Milde, was een zoon van hertog Magnus II van Brunswijk en Catharina van Anhalt-Bernberg (1330-1390), dochter van vorst Bernhard III van Anhalt-Bernburg. In 1373 volgde hij zijn vader op als hertog van Brunswijk-Lüneburg en slaagde erin om de Lüneburgse successieoorlog met de hertogen van Saksen-Wittenberg te beëindigen. Er werd overeengekomen om afwisselend Lüneburg te besturen en wederzijdse huwelijken tussen de vorstelijke huizen van Lüneburg en Saksen af te sluiten. De strijd om de erfopvolging werd pas beëindigd door het overlijden van Wenceslaus van Saksen. Hendrik bestuurde nu samen met zijn broer Bernhard Lüneburg, terwijl de oudste broer Frederik Wolfenbüttel bestuurde. Toen deze in 1400 overleed, volgden Hendrik en Bernhard hun broer op in Wolfenbüttel, vooraleer het tot een verdeling kwam, waarbij Hendrik in 1409 Lüneburg verwierf.
Hendrik was gehuwd met:
- Sophia van Pommeren (1370-1405):
  - Willem I (1392-1482)
  - Catharina (1395-1442), gehuwd met keurvorst Frederik I van Saksen (1370-1428)

- Margaretha van Hessen (1389-1446), dochter van landgraaf Herman II van Hessen, in 1409:
  - Hendrik (1411-1473).

## Voorouders
| Voorouders van Hendrik de Milde van Brunswijk-Lüneburg | Voorouders van Hendrik de Milde van Brunswijk-Lüneburg                          | Voorouders van Hendrik de Milde van Brunswijk-Lüneburg                          | Voorouders van Hendrik de Milde van Brunswijk-Lüneburg                          | Voorouders van Hendrik de Milde van Brunswijk-Lüneburg                          | Voorouders van Hendrik de Milde van Brunswijk-Lüneburg                          | Voorouders van Hendrik de Milde van Brunswijk-Lüneburg                          | Voorouders van Hendrik de Milde van Brunswijk-Lüneburg                          | Voorouders van Hendrik de Milde van Brunswijk-Lüneburg                          |
| ------------------------------------------------------ | ------------------------------------------------------------------------------- | ------------------------------------------------------------------------------- | ------------------------------------------------------------------------------- | ------------------------------------------------------------------------------- | ------------------------------------------------------------------------------- | ------------------------------------------------------------------------------- | ------------------------------------------------------------------------------- | ------------------------------------------------------------------------------- |
| Overgrootouders                                        | Albrecht II van Brunswijk (1268-1318) ∞ Rixa van Werle (1270-1317)              | Albrecht II van Brunswijk (1268-1318) ∞ Rixa van Werle (1270-1317)              | Hendrik I van Brandenburg (1256–1318) ∞ Agnes van Beieren (1276-1345)           | Hendrik I van Brandenburg (1256–1318) ∞ Agnes van Beieren (1276-1345)           | Bernhard II van Anhalt (1260-1323) ∞ Helena van Rügen (-1315)                   | Bernhard II van Anhalt (1260-1323) ∞ Helena van Rügen (-1315)                   | Rudolf I van Saksen-Wittenberg (1284-1356) ∞ Judith van Brandenburg (-1328)     | Rudolf I van Saksen-Wittenberg (1284-1356) ∞ Judith van Brandenburg (-1328)     |
| Grootouders                                            | Magnus I van Brunswijk (1304-1369) ∞ Sophia van Brandenburg (1300-1356)         | Magnus I van Brunswijk (1304-1369) ∞ Sophia van Brandenburg (1300-1356)         | Magnus I van Brunswijk (1304-1369) ∞ Sophia van Brandenburg (1300-1356)         | Magnus I van Brunswijk (1304-1369) ∞ Sophia van Brandenburg (1300-1356)         | Bernhard III van Anhalt (-1348) ∞ Agnes van Saksen-Wittenberg (-1338)           | Bernhard III van Anhalt (-1348) ∞ Agnes van Saksen-Wittenberg (-1338)           | Bernhard III van Anhalt (-1348) ∞ Agnes van Saksen-Wittenberg (-1338)           | Bernhard III van Anhalt (-1348) ∞ Agnes van Saksen-Wittenberg (-1338)           |
| Ouders                                                 | Magnus II van Brunswijk (1328-1373) ∞ Catharina van Anhalt-Bernberg (1330-1390) | Magnus II van Brunswijk (1328-1373) ∞ Catharina van Anhalt-Bernberg (1330-1390) | Magnus II van Brunswijk (1328-1373) ∞ Catharina van Anhalt-Bernberg (1330-1390) | Magnus II van Brunswijk (1328-1373) ∞ Catharina van Anhalt-Bernberg (1330-1390) | Magnus II van Brunswijk (1328-1373) ∞ Catharina van Anhalt-Bernberg (1330-1390) | Magnus II van Brunswijk (1328-1373) ∞ Catharina van Anhalt-Bernberg (1330-1390) | Magnus II van Brunswijk (1328-1373) ∞ Catharina van Anhalt-Bernberg (1330-1390) | Magnus II van Brunswijk (1328-1373) ∞ Catharina van Anhalt-Bernberg (1330-1390) |
| Hendrik de Milde van Brunswijk-Lüneburg (-1416)        |                                                                                 |                                                                                 |                                                                                 |                                                                                 |                                                                                 |                                                                                 |                                                                                 |                                                                                 |